# Серджо Маркі (футболіст)
Серджо Маркі (італ. Sergio Marchi, 22 травня 1920, Піза — 16 грудня 1979, Піза) — італійський футболіст, що грав на позиції захисника, зокрема за клуби «Дженоа» та «Інтернаціонале», а також національну збірну Італії.

## Клубна кар'єра
Народився 22 травня 1920 року в місті Піза. Вихованець футбольної школи місцевого однойменного клубу. Дорослу футбольну кар'єру розпочав 1936 року в основній команді «Пізи», в якій провів два сезони, взявши участь у 41 матчі чемпіонату. 
Своєю грою за цю команду привернув увагу представників тренерського штабу клубу «Дженоа», до складу якого приєднався 1938 року. Відіграв за генуезький клуб наступні п'ять сезонів своєї ігрової кар'єри. Більшість часу, проведеного у складі «Дженоа», був основним гравцем захисту команди.
Згодом з 1944 по 1945 рік грав у складі команд «Павія» та «Мілан».
1945 року уклав контракт з клубом «Інтернаціонале», у складі якого провів наступні три роки своєї кар'єри у статусі основного захисника.
Завершив ігрову кар'єру в «Кальярі», за який виступав протягом 1948—1950 років.

## Виступи за збірні
1939 року провів свій єдиний офіційний матч у складі національної збірної Італії. Також мав в активі дві гри за другу збірну Італії.
Помер 16 грудня 1979 року на 60-му році життя у місті Піза.
| Дата       | Місто  | Господарі | Результат | Гості  | Турнір           | Голи | Примітки |
| ---------- | ------ | --------- | --------- | ------ | ---------------- | ---- | -------- |
| 29-11-1939 | Берлін | Німеччина | 5 – 2     | Італія | товариський матч | -    |          |
| Усього     |        | Матчів    | 1         |        | Голів            | 0    |          |